# Ceridia nigricans
Ceridia nigricans är en fjärilsart som beskrevs av Griveaud 1959. Ceridia nigricans ingår i släktet Ceridia och familjen svärmare. Inga underarter finns listade i Catalogue of Life.